# De Bird (windmolen)
De Bird (Fries: De Burd), ook wel de Koopmansmolen genoemd, is een poldermolen op het eiland De Burd ten oosten van het Friese dorp Grouw, dat ligt in de Nederlandse gemeente Leeuwarden.

## Beschrijving
De Bird werd gebouwd in de achttiende eeuw, maar het exacte bouwjaar is onbekend. De molen komt echter al voor op een kaart uit 1718. De Bird werd geplaatst voor de bemaling van polder De Burd, de voormalige Koopmanspolder. Tot wanneer deze spinnenkopmolen als zodanig dienstdeed is eveneens niet bekend, maar in 2004 was hij zo vervallen dat hij gedeeltelijk werd afgebroken. De gemeente Boarnsterhim, die de molen in eigendom heeft, besloot daarop tot restauratie, waarbij de niet alleen de molen werd teruggeplaatst, maar ook de waterloop werd gerestaureerd. In november 2005 was de restauratie voltooid. Sindsdien doet De Bird dienst als hulpgemaal. Op 10 mei 2008 werd de molen officieel geopend.